# Sardostalita
Sardostalita is een geslacht van spinnen behorend tot de familie celspinnen (Dysderidae).

## Soort
- Sardostalita patrizii (Roewer, 1956)